# Lee Jung-joon
Lee Jung-joon (en hangul, 이정준), es un actor surcoreano.

## Biografía
Estudia en el departamento de actuación de la Universidad Nacional de Artes de Corea.

## Carrera
Es miembro de la agencia Hunus Entertainment (후너스엔터테인먼트). Previamente formó parte de las agencias JS Pictures y Dain Entertainment
El 31 de marzo de 2020 se unió al elenco principal de la segunda temporada de la popular serie web Best Mistake, titulada Best Mistake Season 2 donde dio vida a Choi Seung-hyun, un popular estudiante y jugador de béisbol, quien aunque parece frío en realidad es un joven maduro. En 2022 volvió a dar vida Seung-hyun durante la tercera temporada de la serie.
En 2021 realizó su primera aparición especial durante el duodécimo episodio de la serie Contract Relationship Starting Today donde volvió a dar vida a Seung-hyun, el compañero del equipo de béisbol de Ku Hyung-tak (Lim Seong-gyun).

## Filmografía

### Series de televisión
| Año  | Título                 | Personaje                      | Notas                    |
| ---- | ---------------------- | ------------------------------ | ------------------------ |
| 2022 | It's Beautiful Now     | Dueño del gimnasio             | 2 episodios - (invitado) |
| 2022 | Tomorrow               | Lee Young-chun (de joven)      | ep. 6 - (invitado)       |
| 2022 | Us in Your Distance    | Kang Seung-mo                  | ep. 1                    |
| 2021 | Squid Game             | Guardia de la máscara cuadrada | ep. 3 - (invitado)       |
| 2021 | Scripting Your Destiny | Seong Woo                      |                          |
| 2020 | Kairos                 | Kim Seo-jin (de joven)         | ep. 5 - (invitado)       |
| 2019 | Class of Lies          | Kim Hyeong-gyoo                |                          |
| 2019 | He Is Psychometric     | Ahn Kyung-soo                  | ep. 2 - (invitado)       |
| 2023 | El interés del amor    | Ahn Soo-hyuk                   | [ 9 ]                    |

### Series web
| Año  | Título                               | Personaje       | Notas                   |
| ---- | ------------------------------------ | --------------- | ----------------------- |
| 2022 | Best Mistake Season 3                | Choi Seung-hyun | [ 10 ]                  |
| 2021 | The One Serving House                | Kim Ei-seok     | 8 episodios             |
| 2021 | School of Start                      | Hee Joon        | 3 episodios             |
| 2021 | Contract Relationship Starting Today | Choi Seung-hyun | ep. #12-13 - (invitado) |
| 2020 | Best Mistake Season 2                | Choi Seung-hyun | 16 episodios            |